# Prix littéraires du Gouverneur général 2021
Les finalistes aux Prix littéraires du Gouverneur général pour 2021, un des principaux prix littéraires canadiens, ont été annoncés le 14 octobre 2021. Les lauréats ont été annoncés le 17 novembre 2021.

## Français

### Prix du Gouverneur général: romans et nouvelles de langue française
- Fanny Britt, Faire les sucres
- Sylvie Laliberté, J'ai montré toutes mes pattes blanches, je n'en ai plus
- Sébastien Chabot, Noir métal
- Olivia Tapiero, Rien du tout
- Paul Serge Forest, Tout est ori

### Prix du Gouverneur général: poésie de langue française
- Louise Marois, D'une caresse patentée
- Chloé LaDuchesse, Exosquelette
- Daria Colonna, La voleuse
- Tania Langlais, Pendant que Perceval tombait
- Patrick Roy, Pompéi

### Prix du Gouverneur général: théâtre de langue française
- Jean-Philippe Lehoux, Bande de bouffons
- Rébecca Déraspe, Combattre le why-why
- Mishka Lavigne, Copeaux
- Emma Haché, Johnny
- Émilie Monnet, Okinum

### Prix du Gouverneur général: études et essais de langue française
- Serge Bouchard et Mark Fortier, Du diesel dans les veines
- Robert Lalonde, La reconstruction du paradis
- Isabelle Daunais, La Vie au long cours
- Mathieu Bélisle, L'empire invisible
- Esther Laforce, Occuper les distances

### Prix du Gouverneur général: littérature jeunesse de langue française - texte
- Jonathan Bécotte, Comme un ouragan
- Mario Fecteau, Le Dernier Viking
- Jean-François Sénéchal, Les avenues
- Sandra Sirois, Stella, qu'est-ce que tu fais là? Tome 1
- Frédérick Wolfe, Tara voulait jouer

### Prix du Gouverneur général: littérature jeunesse de langue française - illustration
- Mario Brassard et Gérard DuBois, À qui appartiennent les nuages?
- Catherine Lepage, Bouées : dérives identitaires, amours imaginaires et détours capillaires
- François Gravel et Laurent Pinabel, La langue au chat et autres poèmes pas bêtes
- Jacques Goldstyn, Le tricot
- Vigg, Ma maison-tête

### Prix du Gouverneur général: traduction de l'anglais vers le français
- Dominique Fortier, La ballade de Baby suivi de Sagesse de l'absurde (Heather O'Neill, Lullabies for Little Criminals and Wisdom in Nonsense)
- Daniel Grenier, La course de Rose (Dawn Dumont, Rose's Sun)
- Madeleine Stratford, Petits marronnages (Kaie Kellough, Dominoes at the Crossroads)
- Marie Frankland, Poèmes 1938-1984 (Elizabeth Smart, The Collected Poems)
- Colette St-Hilaire, Toots fait la Shiva, avenue Minto (Erin Moure, Sitting Shiva on Minto Avenue, by Toots)

## Anglais

### Prix du Gouverneur général: romans et nouvelles de langue anglaise
- Joe Ollmann, Fictional Father
- G.A. Grisenthwaite, Home Waltz
- Rachel Cusk, Second Place
- Norma Dunning, Tainna: The Unseen Ones
- Sheung-King, You Are Eating an Orange. You Are Naked

### Prix du Gouverneur général: poésie de langue anglaise
- Stephen Collis, A History of the Theories of Rain
- Hoa Nguyen, A Thousand Times You Lose Your Treasure
- Rebecca Salazar, Sulphurtongue
- Tolu Oloruntoba, The Junta of Happenstance
- Roxanna Bennett, The Untranslatable I

### Prix du Gouverneur général: théâtre de langue anglaise
- Paul David Power, Crippled
- Christne Quintana, Selfie
- Hannah Moscovitch, Sexual Misconduct of the Middle Classes
- Jivesh Parasram, Take d Milk, Nah?
- Falen Johnson, Two Indians

### Prix du Gouverneur général: études et essais de langue anglaise
- Sadiqa de Meijer, alfabet/alphabet: a memoir of a first language
- Ivan Coyote, Care of: Letters, Connections, and Cures
- Jenna Butler, Revery: A Year of Bees
- J. B. MacKinnon, The Day the World Stops Shopping
- Larry Audlaluk, What I Remember, What I Know: The Life of a High Arctic Exile

### Prix du Gouverneur général: littérature jeunesse de langue anglaise - texte
- Liselle Sambury, Blood Like Magic
- Philippa Dowding, Firefly
- Angela Ahn, Peter Lee's Notes from the Field
- Basil Sylvester et Kevin Sylvester, The Fabulous Zed Watson!
- Sharon Jennings, Unravel

### Prix du Gouverneur général: littérature jeunesse de langue anglaise - illustration
- Brittany Luby et Joshua Mangeshig Pawis-Steckley, Mii maanda ezhi-gkendmaanh / This Is How I Know
- David A. Robertson et Julie Flett, On the Trapline (Ligne de trappe)
- Paul Harbridge et Josée Bisaillon, Out Into the Big Wide Lake
- Bahram Rahman et Gabrielle Grimard, The Library Bus
- Todd Stewart et Frank Viva, The Wind and the Trees

### Prix du Gouverneur général: traduction du français vers l'anglais
- Katia Grubisic, A Cemetery for Bees (Alina Dumitrescu, Le cimetière des abeilles)
- Helge Dascher et Rob Aspinall, Paul at Home (Michel Rabagliati, Paul à la maison)
- Peter Feldstein, People, State and War Under the French Regime in Canada (Louise Dechêne, Le peuple, l'État et la guerre au Canada sous le régime français)
- Susan Ouriou, The Lover, the Lake (Virginia Pesemapeo Bordeleau, L'amant du lac)
- Erin Moure, This Radiant Life (Chantal Neveu, La vie radieuse)